# Svenska utlandsstyrkans insatser under 2000-talet

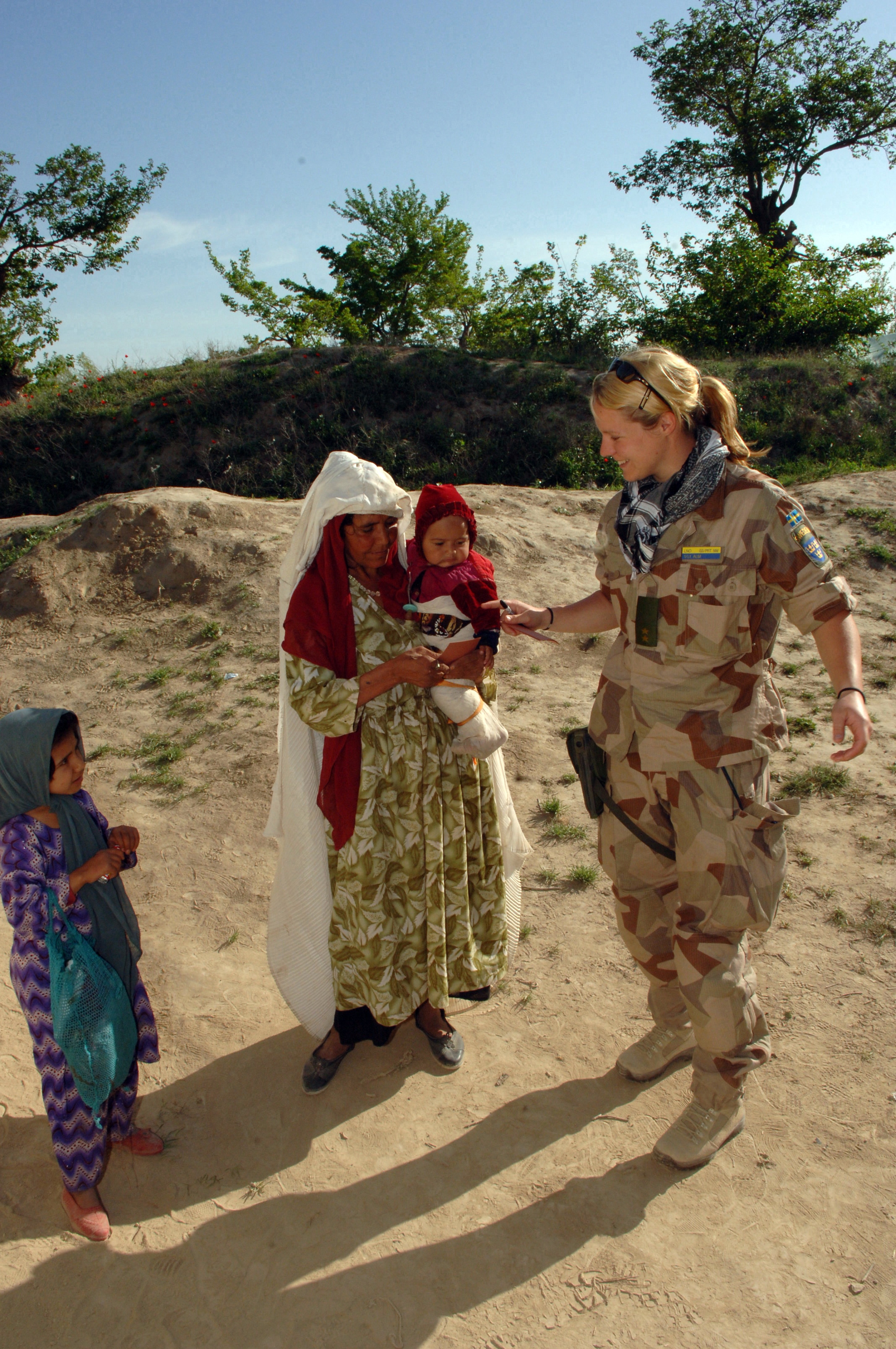
En svensk officer från Military Observation Team Juliette visar vägen till en kvinnovårdscentral i Afghanistan.

Svenska utlandsstyrkans insatser under 2000-talet avser de militära insatser som svenska utlandsstyrkan är och har varit deltagande i under 2000-talet. Dessa insatser har utförts på flera olika håll i Afrika, Asien, Europa och Mellanöstern. De största förbanden är de i Afghanistan samt Kosovo, där truppstyrkan under januari 2012 uppgick till 596 respektive 62 personer.

## Insatser på land

### Afghanistan
Varaktighet: januari 2002–maj 2021

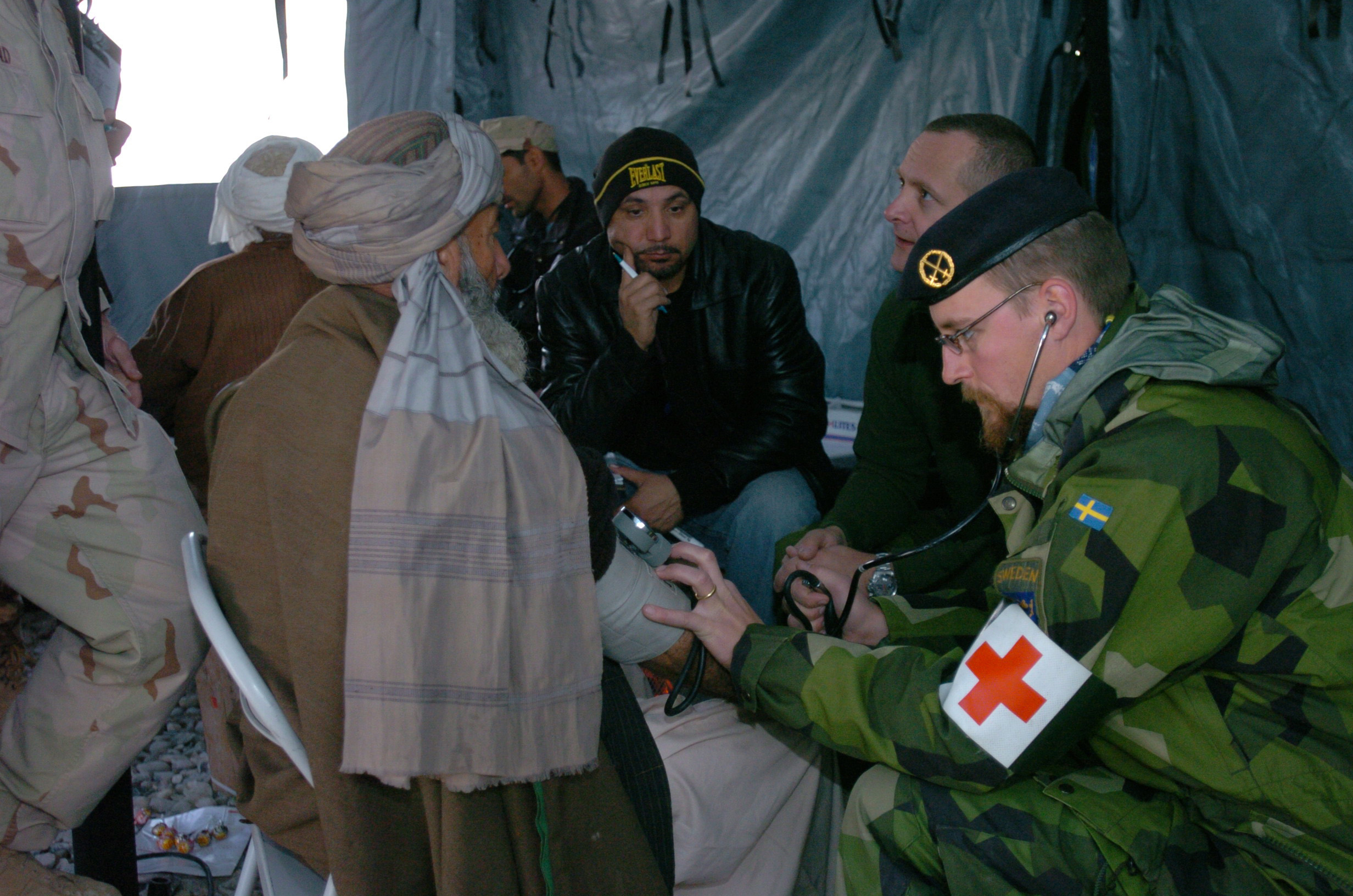
En svensk officer kontrollerar blodtrycket på en äldre afghansk man efter bröstsmärtor.

I Afghanistan deltog utlandsstyrkan i den Nato-ledda International Security Assistance Force (ISAF), med uppgift att säkra Kabul och den närliggande Bagram-flygplatsen från taliban- och al-Qaida-element och upproriska krigsherrar, för att ge den afghanska övergångsregeringen ledd av Hamid Karzai möjlighet att fungera. Den totala styrkan i uppgick i januari 2012 till cirka 130 000 soldater, av dessa var vid samma tillfälle knappt 600 soldater svenska.
| Förkortning | Uppsättande förband | Från     | Till     |
| FS21        | P4                  |          | NOV 2011 |
| FS22        | K3 + AMF1           | NOV 2011 | MAJ 2012 |
| FS23        | I19                 | MAJ 2012 |          |

### Etiopien och Eritrea
Varaktighet: september 2000–hösten 2008

I Etiopien och Eritrea deltog utlandsstyrkan i det FN-ledda United Nations Mission in Eritrea and Ethiopia (UNMEE), som hade som syfte att bevaka gränsen och vapenstilleståndet mellan de båda länderna efter Eritreansk-etiopiska kriget. Totalt bestod styrkan av 214 militärobservatörer och ca 3300 man trupp. Den svenska styrkan bestod under viss tid av tre militära observatörer som bland annat samordnade insatser, övervakade eldupphör, ledde en militär samordningskommission, administrerade minröjning samt övervakade den tillfälliga säkerhetszonen i området. Missionen avslutade hösten 2008

### Georgien
Varaktighet: augusti 1993–

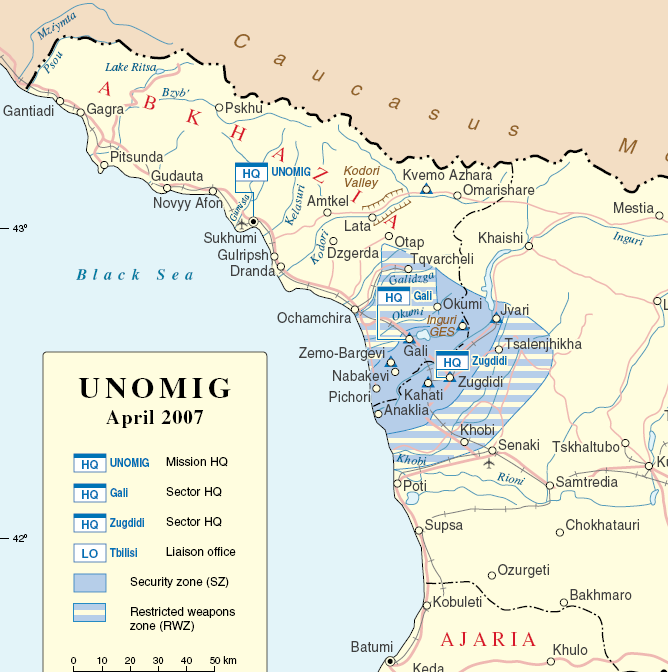
UNOMIG:s säkerhetszon.

I Georgien deltog utlandsstyrkan i maj 2009 i det FN-ledda United Nations Observer Mission in Georgia (UNOMIG), som etablerades i augusti 1993 för att övervaka freden mellan Georgien och Abchazien efter Kriget i Abchazien. Totalt bestod styrkan i maj 2009 av 130 observatörer varav Sverige bidrog med tre.

### Indien och Pakistan
Varaktighet: januari 1949–

I Indien och Pakistan deltog utlandsstyrkan i maj 2009 i den FN-ledda United Nations Military Observer Group in India and Pakistan (UNMOGIP), som sedan 1949 övervakar vapenstilleståndet mellan de båda länderna. Styrkan bestod totalt i maj 2009 av 44 militära observatörer. Sverige bidrog vid samma tillfälle med sex militära observatörer samt en medicinsk assistent. https://web.archive.org/web/20101227015051/http://www.forsvarsmakten.se/sv/Internationella-insatser/Indien-och-Pakistan--Unmogip/Om-insatsen/.

### Kongo
Varaktighet: juli 1960–maj 1964

Sveriges första åtagande i Kongo var i samband med Kongokrisen. Inom ramen för Operation des Nations Unies au Congo (ONUC) medverkade Sverige med såväl markstyrkor som flygvapenförband. Totalt medverkade ca 6 200 personer under insatsen.
Varaktighet: november 1999–

I Kongo deltog utlandsstyrkan i Mission de l' Organisation des Nations Unies en République démocratique du Congo (MONUC), som etablerades i september 1999 med uppdrag, enligt beslut i FN:s säkerhetsråd den 24 februari 2000, att övervaka fredsprocessen efter Andra kongokriget. Den totala styrkan uppgick i maj 2009 till cirka 17 000 soldater varav ca 600 observatörer. Det svenska bidraget uppgick i maj 2009 till fem observatörer.

### Korea
Varaktighet: 1953–

I Korea deltog utlandsstyrkan i Neutrala nationernas övervakningskommission (NNSC), som bildades efter Koreakriget för att övervaka gränsen mellan Nord- och Sydkorea. I maj 2009 bestod uppgiften av att med svensk och schweizisk närvaro i den demilitariserade zonen mellan länderna upprätthålla vapenstilleståndet i det ännu ej formellt avslutade kriget. Sverige bidrog vid det tillfället med fem delegater.

### Kosovo
Varaktighet: juni 1999–

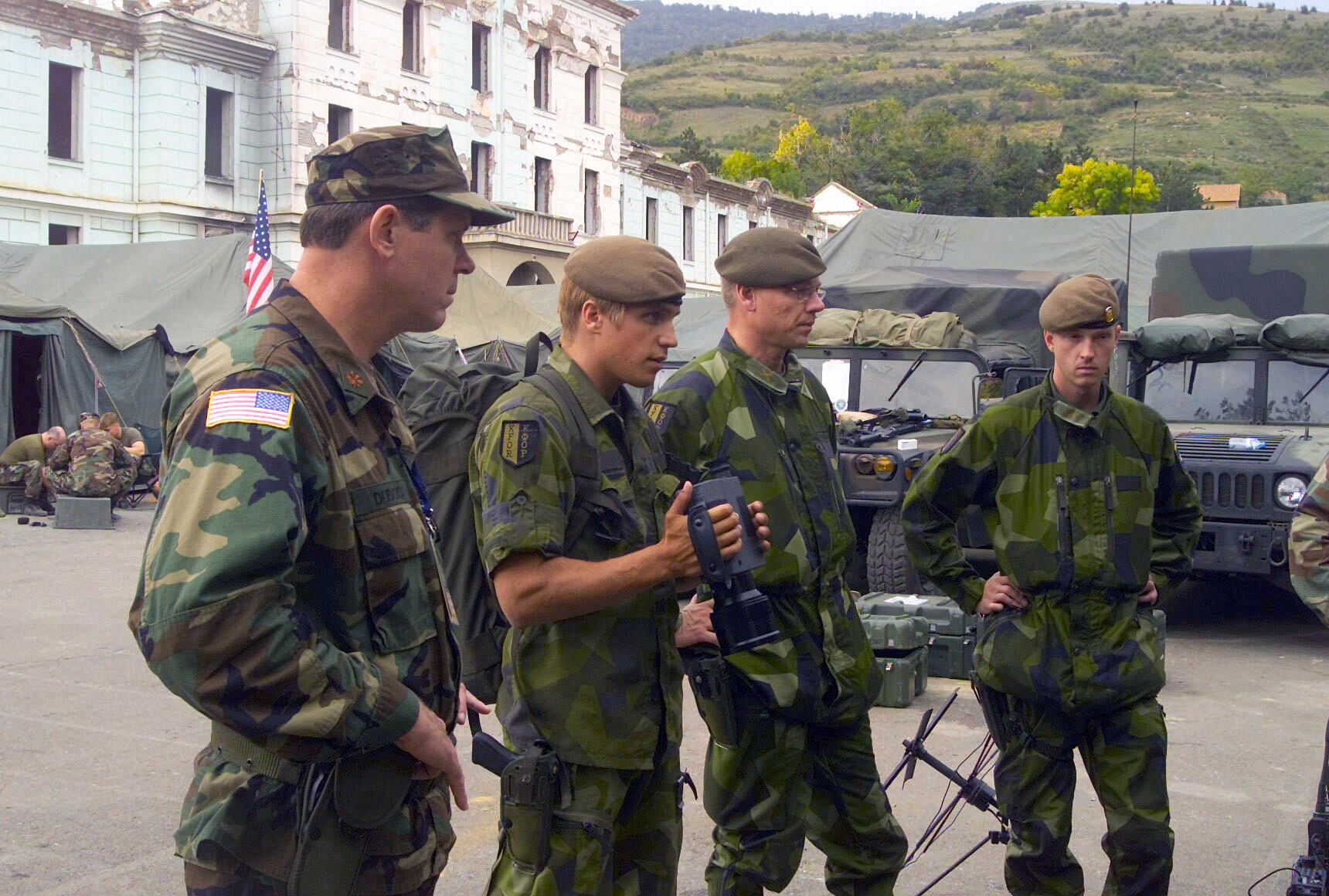
Svenska KFOR-soldater.

I Kosovo bidrog utlandsstyrkan till den Nato-ledda Kosovo Force (KFOR), som hade i uppgift att upprätthålla fred och allmän säkerhet i Kosovo. Det innebar att Nato ansvarade för att upprätthålla allmän ordning och se till att överenskommelser mellan de stridande nationerna efterföljdes. Styrkan skulle även stödja FN:s övergångsadministration av provinsen. KFOR truppstyrka uppgick i början av 2011 till cirka 8 700 soldater. Sverige hade en bataljon på omkring 700 personer men efterhand som KFOR gradvis avvecklades skedde även en indragning av svensk personal och i januari 2012 bestod styrkan av 62 soldater.

### Liberia
Varaktighet: februari 2004–september 2006

Sverige deltog med trupp inom FN-insatsen United Nations Mission in Liberia (UNMIL) i Liberia.

### Mellanöstern
Varaktighet: 1948–

I mellanöstern deltog utlandsstyrkan i United Nations Truce Supervision Organization (UNTSO), med en geografisk omfattning som sträckte sig över Israel, Libanon, Syrien och Egypten. Organisationen grundades den 29 maj 1948 för att upprätthålla fred i mellanöstern. Styrkan uppgick i maj 2009 till 165 militära observatörer, varav sju var svenskar.

### Nepal
Varaktighet: juni 2007–

I Nepal deltog utlandsstyrkan i United Nations Mission in Nepal (UNMIN), som hade som uppdrag att:
- Se till att Nepals befolkning skulle kunna rösta i demokratiska val utan risk för egen säkerhet.
- Möjliggöra en ny era för Nepal i syfte att bli en demokratisk stat, oberoende av etnisk tillhörighet, religion, kön med mera.
- Ingen av de stridande parterna skulle kunna genomföra taktiska militära rörelser.
- Vapen skulle samlas in och hållas under bevakning.
- Soldater under 18 år skulle sändas hem.

Den totala styrkan uppgick i maj 2009 till 242 militära observatörer, varav Sverige bidrog med två.

### Sudan

#### UNAMID
Varaktighet: 1 januari 2008–

I Darfurprovinsen i Sudan deltog utlandsstyrkan i United Nations African Union Mission In Darfur (UNAMID), som etablerades den 1 januari 2008 för att efterträda AMIS-styrkan som påbörjade operationen 2004. Uppdraget var:
- Att försvara angrepp på FN/AU-personel, installationer och utrustning, samt att upprätta säkerhet och rörelsefrihet för egen personal och humanitära hjälparbetare.
- Att stödja tidig och effektiv implementering av Darfurs fredsavtal, förhindra väpnade attacker som hindrar införandet av implementeringen av fredsavtalet samt skydda civila personer med flyktingstatus, utan att frånta ansvaret från regeringen i Sudan.
- Att medverka till ett säkerhetsläge som medger leverans av humanitär hjälp och återflyttning av interna flyktingar i syfte att stabilisera hela Darfur.

Den totala styrkan uppgick i maj 2008 till 6 432 soldater, varav Sverige bidrog med en stabsofficer.

#### UNMIS
Varaktighet: 24 mars 2005–9 juli 2011

I södra Sudan deltog utlandsstyrkan i United Nations Mission in Sudan (UNMIS), som hade i uppdrag att övervaka fredsavtalet mellan den sudanesiska regeringen och rebellrörelsen SPLM/A (Sudanese People's Liberation Movement/Army). Missionen etablerades den 25 mars 2005 och bestod som mest av 10 000 personer. Sverige bidrog i maj 2009 med tre militära observatörer.

#### UNMISS
Varaktighet: 10 juli 2011–

I Sydsudan deltog utlandsstyrkan i United Nations Mission in South Sudan (UNMISS). Högkvarteret var placerat i huvudstaden Juba. Tre bataljoner var grupperade över landet med bataljonshögkvarter i Wau, Malakal och Juba. Tre samverkansofficerare och fyra stabsofficerare, varav en Air Ops Officer (flygsamverkan) medverkade i UNMISS. UNMISS skulle bland annat etablera ett “Early Warning”-system och stödja och undersöka hur mänskliga rättigheter följs. Uppdraget grundade sig på resolution 1996 i FN:s säkerhetsråd från den 8 juli 2011.

### Tchad

#### EUFOR
Varaktighet: februari 2008–mars 2009

I Tchad deltog utlandsstyrkan i den EU-ledda styrkan Eufor. Insatsens geografiska område sträckte sig över ett 800 kilometer långt område – från i Tchad i norr till Centralafrikanska republiken (CAR) i söder. Det svenska förbandets uppgifter var bland annat att bygga två camper, skydda hjälparbetare, eskortera vattenborrare och andra förband och patrullera i staden Abéché. I mars 2009 lämnades hela ansvaret över till den FN-ledda missionen United Nations Mission in the Central African Republic and Chad (MINURCAT).
TD01 sattes upp av AMF1

#### MINURCAT
Varaktighet: 15 mars 2009–

I mars 2009 övertogs ansvaret för missionen i Tchad från EU till FN och fick namnet United Nations Mission in the Central African Republic and Chad (MINURCAT). Till denna mission bidrog Sverige i mitten av maj 2009 med två personer.

### Libanon
Varaktighet: 2000

I Libanon medverkade Sverige en kort period under år 2000 med ammunitionsröjningsförband i en förlängning av Sveriges tidigare åtagande inom United Nations Interim Force in Lebanon (UNIFIL).

## Marina insatser

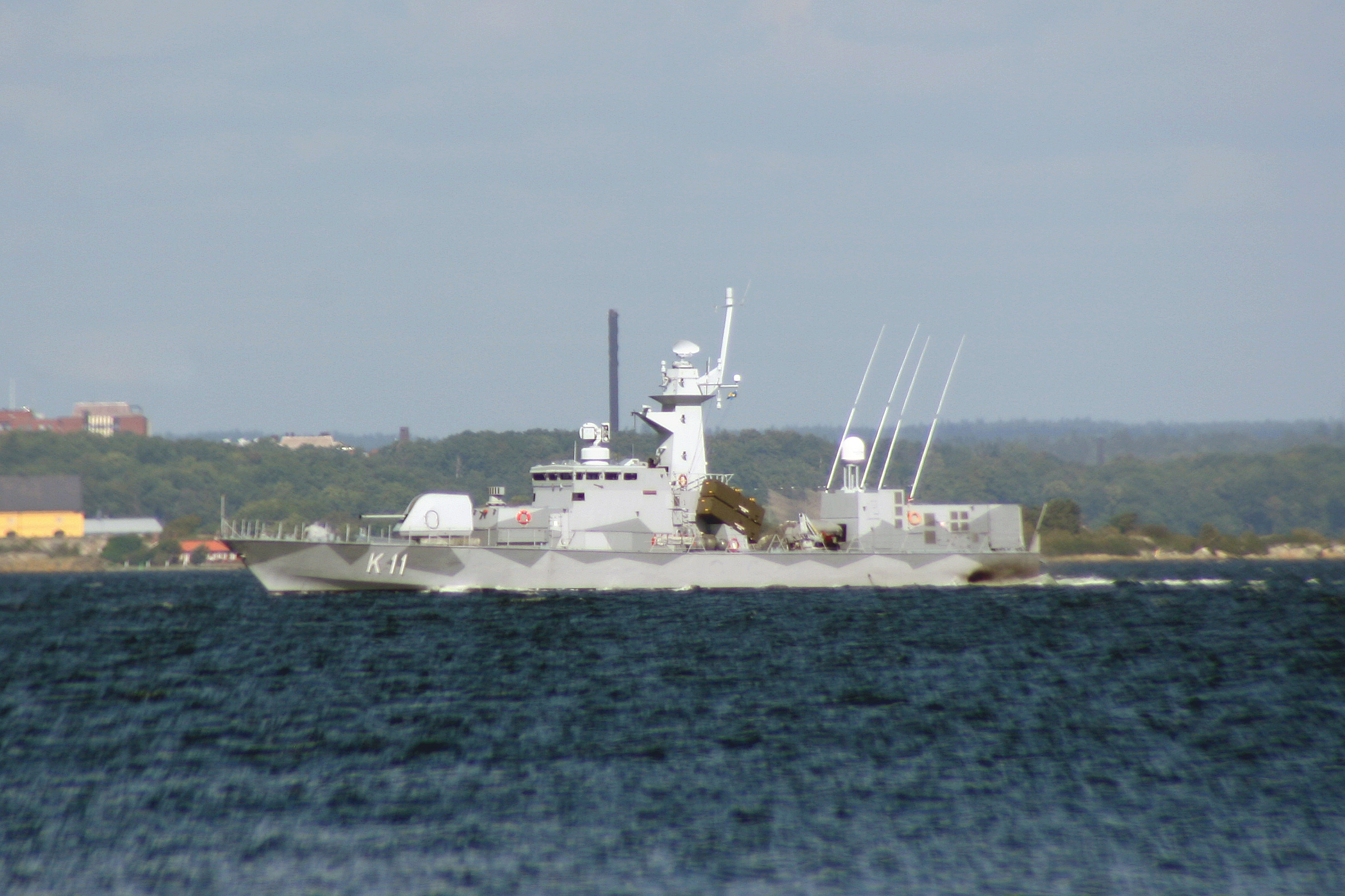
.

### Adenviken
Varaktighet: 15 maj 2009–

HMS Stockholm (K11), HMS Malmö (K12) och HMS Trossö (A264) utgjorde tillsammans med en personalstyrka på 152 personer förbandet ME01 som från maj till september 2009 deltog i EU-operationen EU NAVFOR - Operation Atalanta. Insatsen hade till uppgift att skydda FN:s mattransporter till Somalia. Före avfärden kompletterades fartygen med ytterligare räddningsutrustning och sambandsutrustning, och även förbättrad ventilation och kylkapacitet.
Fartygen i styrkan transporterades till Adenviken på fartyget M/S Eide Trader, och i Port Said anlände en skyddstyrka för att skydda fartyget på väg mot operationsområdet. Huvudstyrkan flögs den 9 maj ned till fartygen. Besättningarna uppgick till 35 personer på varje kustkorvett och 60 personer på HMS Trossö. Varje korvett hade läkare ombord och på HMS Trossö fans ett medicinskt traumateam med två läkare och tre sjuksköterskor.

### Libanon
Varaktighet: september 2006–april 2007

HMS Gävle (K22) deltog från september 2006 och april 2007 under tysk ledning i den marina delen av FN-insatsen United Nations Interim Force in Lebanon (UNIFIL) utanför Libanons kust tillsammans med enheter från bland annat Tyskland, Norge, Danmark, Grekland, Turkiet och Bulgarien. Styrkans uppgift var att stödja Libanon med utbildning av den libanesiska marinen samt kontroll och övervakning av libanesiskt territorialhav för att förhindra vapensmuggling och illegal verksamhet.
HMS Sundsvall (K24) övertog i april 2007 uppdraget från HMS Gävle och fortsatte det till september 2007.

## Flygvapeninsatser

### Afghanistan
Varaktighet: Maj 2009–september 2009, SAE01, och maj 2010 till september 2010, SAE02.

Sverige bidrog med flygvapenförband till Mazar-i-Sharif i Afghanistan. Förbandet grupperade på den tyska basen Camp Marmal

### Cypern
Varaktighet: November 2013 till december 2013 FC01.

Förbandet är tänkt att verka från november till och med december 2013.
Förbandet FC01 består av ett 20-tal personer och C-130, (TP 84). Förbandet baserar på flygplatsen i Larnaca på Cypern och flyger mellan Cypern och Beirut i Libanon. Grupperingen på Cypern döptes till Camp Estelle.
Uppgiften är att bistå FN i avvecklingen av Syriens kemiska stridsmedel.
Uppsättande förband är Skaraborgs flygflottilj, F7 med besättningar ur 71. Transportflygdivisionen.

### Kongo
Varaktighet: Juni 2003 till juni 2004

Sverige bidrog till FN-insatsen United Nations Organization Stabilization Mission in the Democratic Republic of the Congo (MONUC) med flygplatsenheterna FK01 och FK02. Flygplatsen som bemannades låg i Kindu

### Mali
Varaktighet: 2018
FM02 i Mali. Baserade i Bamako

### Uzbekistan
Varaktighet: 2004

Sverige skickade under 2004 två flygvapenförband till Termez i Uzbekistan för att bistå insatsen i Afghanistan.